# Loxosceles
Loxosceles és un gènere d'aranyes araneomorfs de la família dels sicàrids (Sicariidae). Fou descrita per primera vegada per Heineken i Lowe l'any 1832. Té una important distribució mundial; Loxosceles laeta, la qual posseeix major distribució en Sud-amèrica, principalment a Xile, és sense dubte la més tòxica i perillosa. Encara que tenen una mala reputació, generalment no són agressives.

## Taxonomia
Segons el World Spider Catalog amb data de 10 de gener de 2019, Loxosceles té reconegudes les següents 139 espècies:
- Loxosceles accepta Chamberlin, 1920 – Perú
- Loxosceles adelaida Gertsch, 1967 – Brasil
- Loxosceles alamosa Gertsch & Ennik, 1983 – Mèxic
- Loxosceles alicea Gertsch, 1967 – Perú
- Loxosceles amazonica Gertsch, 1967 – Perú, Brasil
- Loxosceles anomala (Mello-Leitão, 1917) – Brasil
- Loxosceles apachea Gertsch & Ennik, 1983 – EUA, Mèxic
- Loxosceles aphrasta Wang, 1994 – Xina
- Loxosceles aranea Gertsch, 1973 – Mèxic
- Loxosceles arizonica Gertsch & Mulaik, 1940 – EUA
- Loxosceles aurea Gertsch, 1973 – Mèxic
- Loxosceles baja Gertsch & Ennik, 1983 – Mèxic
- Loxosceles barbara Gertsch & Ennik, 1983 – Mèxic
- Loxosceles belli Gertsch, 1973 – Mèxic
- Loxosceles bentejui Planas & Ribera, 2015 – Illes Canàries
- Loxosceles bergeri Strand, 1906 – Namíbia, Sud-àfrica
- Loxosceles bettyae Gertsch, 1967 – Perú
- Loxosceles blancasi Gertsch, 1967 – Perú
- Loxosceles blanda Gertsch & Ennik, 1983 – EUA
- Loxosceles boneti Gertsch, 1958 – Mèxic, El Salvador
- Loxosceles candela Gertsch & Ennik, 1983 – Mèxic
- Loxosceles carabobensis González-Sponga, 2010 – Veneçuela
- Loxosceles cardosoi Bertani, von Schimonsky & Gallão, 2018
- Loxosceles caribbaea Gertsch, 1958 – Greater Antilles
- Loxosceles carinhanha Bertani, von Schimonsky & Gallão, 2018
- Loxosceles carmena Gertsch & Ennik, 1983 – Mèxic
- Loxosceles cederbergensis Lotz, 2017
- Loxosceles chapadensis Bertani, Fukushima & Nagahama, 2010 – Brasil
- Loxosceles chinateca Gertsch & Ennik, 1983 – Mèxic
- Loxosceles colima Gertsch, 1958 – Mèxic
- Loxosceles conococha Gertsch, 1967 – Perú
- Loxosceles coquimbo Gertsch, 1967 – Xile
- Loxosceles corozalensis González-Sponga, 2010 – Veneçuela
- Loxosceles coyote Gertsch & Ennik, 1983 – Mèxic
- Loxosceles cubana Gertsch, 1958 – Cuba, Bahames, Hispaniola
- Loxosceles cubiroensis González-Sponga, 2010 – Veneçuela
- Loxosceles curimaguensis González-Sponga, 2010 – Veneçuela
- Loxosceles dejagerae Lotz, 2017
- Loxosceles deserta Gertsch, 1973 – EUA, Mèxic
- Loxosceles devia Gertsch & Mulaik, 1940 – EUA, Mèxic
- Loxosceles diaguita Brescovit, Taucare-Ríos, Magalhães & Santos, 2017
- Loxosceles ericsoni Bertani, von Schimonsky & Gallão, 2018
- Loxosceles fontainei Millot, 1941 – Guinea
- Loxosceles foutadjalloni Millot, 1941 – Guinea
- Loxosceles francisca Gertsch & Ennik, 1983 – Mèxic
- Loxosceles frizzelli Gertsch, 1967 – Perú
- Loxosceles gaucho Gertsch, 1967 – Brasil; introduïda a Tunísia
- Loxosceles gloria Gertsch, 1967 – Ecuador, Perú
- Loxosceles griffinae Lotz, 2017
- Loxosceles guajira Cala-Riquelme, Gutiérrez-Estrada & Flórez, 2015 – Colòmbia
- Loxosceles guatemala Gertsch, 1973 – Guatemala
- Loxosceles guayota Planas & Ribera, 2015 – Illes Canàries
- Loxosceles haddadi Lotz, 2017
- Loxosceles harrietae Gertsch, 1967 – Perú
- Loxosceles herreri Gertsch, 1967 – Perú
- Loxosceles hirsuta Mello-Leitão, 1931 – Brasil, Paraguay, Argentina
- Loxosceles huasteca Gertsch & Ennik, 1983 – Mèxic
- Loxosceles hupalupa Planas & Ribera, 2015 – Illes Canàries
- Loxosceles immodesta (Mello-Leitão, 1917) – Brasil
- Loxosceles inca Gertsch, 1967 – Perú
- Loxosceles insula Gertsch & Ennik, 1983 – Mèxic
- Loxosceles intermedia Mello-Leitão, 1934 – Brasil, Argentina
- Loxosceles irishi Lotz, 2017
- Loxosceles jaca Gertsch & Ennik, 1983 – Mèxic
- Loxosceles jamaica Gertsch & Ennik, 1983 – Jamaica
- Loxosceles jarmila Gertsch & Ennik, 1983 – Jamaica
- Loxosceles julia Gertsch, 1967 – Perú
- Loxosceles kaiba Gertsch & Ennik, 1983 – EUA
- Loxosceles karstica Bertani, von Schimonsky & Gallão, 2018
- Loxosceles lacroixi Millot, 1941 – Ivory Coast
- Loxosceles lacta Wang, 1994 – Xina
- Loxosceles laeta (Nicolet, 1849) – Sud-amèrica; introduced to EUA, Finland, Australia
- Loxosceles lawrencei Caporiacco, 1955 – Veneçuela, Trinidad, Curaçao
- Loxosceles lutea Keyserling, 1877 – Colòmbia, Ecuador
- Loxosceles luteola Gertsch, 1973 – Mèxic
- Loxosceles mahan Planas & Ribera, 2015 – Illes Canàries
- Loxosceles maisi Sánchez-Ruiz & Brescovit, 2013 – Cuba
- Loxosceles makapanensis Lotz, 2017
- Loxosceles malintzi Valdez-Mondragón, Cortez-Roldán, Juárez-Sánchez & Solís-Catalán, 2018
- Loxosceles manuela Gertsch & Ennik, 1983 – Mèxic
- Loxosceles maraisi Lotz, 2017
- Loxosceles martha Gertsch & Ennik, 1983 – EUA
- Loxosceles meruensis Tullgren, 1910 – Etiòpia, Kenya, Tanzania
- Loxosceles misteca Gertsch, 1958 – Mèxic
- Loxosceles mogote Sánchez-Ruiz & Brescovit, 2013 – Cuba
- Loxosceles mrazig Ribera & Planas, 2009 – Tunisia
- Loxosceles mulege Gertsch & Ennik, 1983 – Mèxic
- Loxosceles muriciensis Fukushima, de Andrade & Bertani, 2017 – Brasil
- Loxosceles nahuana Gertsch, 1958 – Mèxic
- Loxosceles neuvillei Simon, 1909 – Etiòpia, Somàlia, Àfrica de l'Est
- Loxosceles niedeguidonae Gonçalves-de-Andrade, Bertani, Nagahama & Barbosa, 2012 – Brasil
- Loxosceles olivaresi González-Sponga, 2010 – Veneçuela
- Loxosceles olmea Gertsch, 1967 – Perú
- Loxosceles pallalla Brescovit, Taucare-Ríos, Magalhães & Santos, 2017
- Loxosceles pallidecolorata (Strand, 1906) – Etiòpia, Kenya
- Loxosceles palma Gertsch & Ennik, 1983 – EUA, Mèxic
- Loxosceles panama Gertsch, 1958 – Panamà
- Loxosceles parramae Newlands, 1981 – Sud-àfrica
- Loxosceles persica Ribera & Zamani, 2017 – Iran
- Loxosceles pilosa Purcell, 1908 – Namíbia, Sud-àfrica
- Loxosceles piura Gertsch, 1967 – Perú
- Loxosceles pucara Gertsch, 1967 – Perú
- Loxosceles puortoi Martins, Knysak & Bertani, 2002 – Brasil
- Loxosceles reclusa Gertsch & Mulaik, 1940 – Nord-amèrica
- Loxosceles rica Gertsch & Ennik, 1983 – Costa Rica
- Loxosceles rosana Gertsch, 1967 – Perú
- Loxosceles rothi Gertsch & Ennik, 1983 – Mèxic
- Loxosceles rufescens (Dufour, 1820) (espècie tipus) – Europa meridional, nord d'Àfrica fins a Iran; introduïda a EUA, Macaronèsia, Índia, Xina, Japó, Corea, Laos, Tailàndia, Austràlia, Hawaii
- Loxosceles rufipes (Lucas, 1834) – Guatemala, Panamà, Colòmbia; introduïda a Africa Occidental
- Loxosceles russelli Gertsch & Ennik, 1983 – EUA
- Loxosceles sabina Gertsch & Ennik, 1983 – EUA
- Loxosceles sansebastianensis González-Sponga, 2010 – Veneçuela
- Loxosceles seri Gertsch & Ennik, 1983 – Mèxic
- Loxosceles similis Moenkhaus, 1898 – Brasil
- Loxosceles simillima Lawrence, 1927 – Àfrica meridional
- Loxosceles smithi Simon, 1897 – Etiòpia
- Loxosceles sonora Gertsch & Ennik, 1983 – Mèxic
- Loxosceles spadicea Simon, 1907 – Perú, Bolivia, Argentina
- Loxosceles speluncarum Simon, 1893 – Sud-àfrica
- Loxosceles spinulosa Purcell, 1904 – Sud-àfrica
- Loxosceles surca Gertsch, 1967 – Perú
- Loxosceles taeniopalpis Simon, 1907 – Ecuador
- Loxosceles taino Gertsch & Ennik, 1983 – Bahames, Jamaica, Hispaniola
- Loxosceles tazarte Planas & Ribera, 2015 – Illes Canàries
- Loxosceles tehuana Gertsch, 1958 – Mèxic
- Loxosceles tenango Gertsch, 1973 – Mèxic
- Loxosceles teresa Gertsch & Ennik, 1983 – Mèxic
- Loxosceles tibicena Planas & Ribera, 2015 – Illes Canàries
- Loxosceles tlacolula Gertsch & Ennik, 1983 – Mèxic
- Loxosceles troglobia Souza & Ferreira, 2018
- Loxosceles valdosa Gertsch, 1973 – Mèxic
- Loxosceles vallenar Brescovit, Taucare-Ríos, Magalhães & Santos, 2017
- Loxosceles variegata Simon, 1897 – Paraguai
- Loxosceles virgo Gertsch & Ennik, 1983 – Illes Verges
- Loxosceles vonwredei Newlands, 1980 – Namíbia
- Loxosceles weyrauchi Gertsch, 1967 – Perú
- Loxosceles willianilsoni Fukushima, de Andrade & Bertani, 2017 – Brasil
- Loxosceles yucatana Chamberlin & Ivie, 1938 – Mèxic, Belize, Guatemala
- Loxosceles zapoteca Gertsch, 1958 – Mèxic

### Fòssils
Segons el World Spider Catalog versió 19.0 (2018), existeixen les següents espècies fòssils:
- †Loxosceles aculicaput Wunderlich, 2004
- †Loxosceles defecta Wunderlich, 1988
- †Loxosceles deformis Wunderlich, 1988

## Galeria
- Loxosceles laeta
- Loxosceles rufescens
- Necrosi causada per la picada de Loxosceles reclusa
- Loxosceles reclusa de cara